# 杨乐 (製片人)
杨乐（1984年—），生于江西省抚州市，中国企业家、制片人及出品人，欢娱影视联合创始人及首席执行官。

## 经历
杨乐2005年加入影视行业，2012年联合创办欢娱影视。 
杨乐出品、发行，制作、监制多部作品，其中包括《延禧攻略》《鬓边不是海棠红》《尚食》《珍馐记》《传家》《正好遇见你》《为有暗香来》《墨雨云间》《凤凰：她的传奇》《五福临门》《临江仙》。
。其中《延禧攻略》取得了较大成功，在包括东南亚之内的多国播出。另一部由杨乐联合出品、发行、监制的电视剧《皓镧传》则由Disney+在海外地区发行。
2017年12月8日，在中国文娱产业峰会上，杨乐荣获“年度创新人物”奖项。
2023年9月，杨乐带领欢娱影视与新加坡新传媒签署双向艺人经纪合作。
2023年11月，杨乐在浙江省非物质文化遗产保护中心承办的第七届“大匠至心”非遗传承发展杭州沙龙上被授予“非物质文化遗产传播大使”荣誉。
2023年12月，杨乐出席第二十四届亚洲电视论坛（ATF），并担任演讲嘉宾。
2024年3月13日，杨乐在第28届香港国际影视展（FILMART）担任演讲嘉宾之一。
2024年5月，杨乐受邀参加“推动文化贸易高质量发展”主题分论坛，也带着欢娱影视参加文博会。
在2024年微博视界大会上，杨乐制作的《墨雨云间》荣获年度影响力作品奖。
2025年1月，杨乐担任出品人、总发行人的古装爱情喜剧《五福临门》在芒果TV、咪咕、湖南卫视播出。2025年，杨乐担任中国企业家木兰汇委员。

## 影视作品

### 电视剧作品
| 播出时间 | 剧名                 | 导演                           | 职务                               | 主演                                                                   |
| 2008年   | 《最后的格格》       | 刘逢声、周家文                 | 发行人                             | 霍思燕、陈键锋、严屹宽                                                 |
| 2011年   | 《国色天香》         | 李慧珠、黄俊文                 | 发行人                             | 叶璇、刘恺威、何晟铭、何赛飞                                           |
| 2012年   | 《山河恋美人无泪》   | 梁胜权                         | 总发行人                           | 袁姗姗、刘恺威、张檬、蔡少芬                                           |
| 2012年   | 《宫锁珠帘》         | 李慧珠、邓伟恩                 | 发行人                             | 杜淳、何晟铭、袁姗姗、孙菲菲                                           |
| 2013年   | 《陆贞传奇》         | 李慧珠、邓伟恩、梁国冠         | 策划                               | 赵丽颖、陈晓、乔任梁、杨蓉                                             |
| 2013年   | 《笑傲江湖》         | 胡意涓、黄俊文                 | 监制                               | 霍建华、陈乔恩、袁姗姗、陈晓、杨蓉                                     |
| 2013年   | 《宫锁沉香》         | 潘安子                         | 总策划                             | 周冬雨、陈晓、朱梓骁、赵丽颖                                           |
| 2013年   | 《像火花像蝴蝶》     | 李慧珠、邓伟恩                 | 监制                               | 胡军、江一燕、郑国霖、王艳、霍政谚、江宏恩                             |
| 2014年   | 《神雕侠侣》         | 李慧珠                         | 发行人                             | 陈晓、陈妍希、郑国霖、杨明娜、张馨予                                   |
| 2014年   | 《美人制造》         | 李慧珠、邓伟恩、黄俊文         | 发行人                             | 金世佳、杨蓉、邓萃雯、米热                                             |
| 2014年   | 《宫锁连城》         | 李慧珠、邓伟恩、温伟基         | 总发行人                           | 陆毅、袁姗姗、高云翔、戴娇倩、杨蓉                                     |
| 2015年   | 《班淑传奇》         | 徐惠康、朱锐斌、黄伟明         | 总监制、总发行人                   | 景甜、付辛博、李佳航、邓莎                                             |
| 2015年   | 《大汉情缘之云中歌》 | 胡意涓、蔡晶盛、胡明凯         | 总发行人、总监制                   | 杨颖、杜淳、陆毅、陈晓                                                 |
| 2016年   | 《美人为馅》         | 李达超、梁辛全                 | 总策划                             | 杨蓉、白宇、李庚、何奉天                                               |
| 2016年   | 《半妖倾城》         | 任海曜、刘镇明                 | 发行人                             | 李一桐、米热、何瑞贤                                                   |
| 2017年   | 《云巅之上》         | 李文龙、李慧珠、邓伟恩、陈家霖 | 制片人、总发行人                   | 陈晓、袁姗姗、蒋梦婕、郭晓东                                           |
| 2017年   | 《大王不容易》       | 任海曜、刘镇明                 | 总发行人                           | 白鹿、张逸杰                                                           |
| 2018年   | 《延禧攻略》         | 惠楷栋、温德光                 | 总制片人、总发行人                 | 吴谨言、秦岚、聂远、许凯                                               |
| 2018年   | 《凤囚凰》           | 李慧珠                         |                                    | 关晓彤、宋威龙、张逸杰、白鹿                                           |
| 2019年   | 《金枝玉叶》         | 于正                           | 制片人                             | 王鹤润、王一哲                                                         |
| 2019年   | 《烈火军校》         | 惠楷栋                         | 总监制、制片人、总发行人           | 白鹿、许凯                                                             |
| 2019年   | 《皓镧传》           | 李达超                         | 联合出品人、总监制、总发行人       | 吴谨言、茅子俊、聂远                                                   |
| 2020年   | 《拾光的秘密》       | 綦晓卉、国浩                   | 出品人、总发行人                   | 赵弈钦、李浩菲                                                         |
| 2020年   | 《鬓边不是海棠红》   | 惠楷栋                         | 总监制、总制片人                   | 黄晓明、尹正、佘诗曼                                                   |
| 2021年   | 《玉楼春》           | 高寒、白云默                   | 出品人、总监制、总发行人           | 白鹿、金晨、王一哲                                                     |
| 2021年   | 《双镜》             | 李达超                         | 出品人、总制片人、总发行人         | 张楠、孙伊涵                                                           |
| 2021年   | 《骊歌行》           | 王晓明、白云默、申兆清         | 出品人、总制片人、总发行人         | 李一桐、许凯、吴佳怡、檀健次、洪尧、何奉天、李泽锋、王一哲、张楠、苗圃 |
| 2021年   | 《当家主母》         | 王晓明、国浩                   | 出品人、总监制、总制片人、总发行人 | 蒋勤勤、张慧雯、杨蓉                                                   |
| 2022年   | 《传家》             | 王威、白云默                   | 出品人、总监制、总制片人、总发行人 | 秦岚、韩庚、吴谨言、聂远                                               |
| 2022年   | 《珍馐记》           | 国浩                           | 出品人、总制片人、总发行人         | 何瑞贤、王星越                                                         |
| 2022年   | 《尚食》             | 王威、白云默                   | 出品人、总制片人、总发行人         | 许凯、吴谨言                                                           |
| 2023年   | 《正好遇见你》       | 高寒                           | 出品人、总监制、总制片人、总发行人 | 张楠、李小冉、张博、郑凯                                               |
| 2023年   | 《微雨燕双飞》       | 王威                           | 出品人、制片人、总发行人           | 张楠、王玉雯、孙艺洲                                                   |
| 2023年   | 《为有暗香来》       | 白云默、国浩                   | 出品人、制片人、总发行人           | 周也、王星越、彭楚粤、张逸杰、赵晴                                     |
| 2024年   | 《墨雨云间》         | 侣皓吉吉、白云默、马诗歌       | 联合出品人、总发行人、总制片人     | 吴谨言、王星越、陈鑫海                                                 |
| 2024年   | 《凤凰：她的传奇》   | 张晓敏、王心                   | 出品人、总制片人、总发行人         | 陶昕然、温峥嵘、斓曦、曹斐然                                           |
| 2025年   | 《五福临门》         | 杨欢、白云默、马诗歌           | 出品人、总发行人                   | 卢昱晓、王星越、倪虹洁、刘些宁、吴宣仪                                 |
| 2025年   | 《临江仙》           | 智磊、国浩                     | 联合出品人、总发行人               | 白鹿、曾舜晞、何瑞贤、陈鑫海、赵弈钦、周洁琼                           |

## 外部連結
- 东阳欢娱影视文化有限公司 （页面存档备份，存于）
- 杨乐在互联网电影资料库（IMDb）上的資料（英文）
- 杨乐在豆瓣上的资料（简体中文）